# Стасів Дмитро Іванович
Дмитро Стасів (20 квітня 1900, с. Гуменець Львівської області — 15 грудня 1971, с. Підбуж Львівської області) — український лікар, член Українського лікарського товариства у Львові, автор книжки «Ніч серед Полудня».

## Біографія
Дмитро Іванович Стасів народився 20 квітня 1900 року в селі Гуменець Львівської області. Закінчив гімназію у Львові, рік вивчав медицину у Львівському Таємному Університеті. Продовжив навчання і лікарський диплом здобув у 1927 році в Брно (Чехія). Після цього відбував примусову військову службу у Кракові. Пізніше переїхав до Варшави, де два роки працював шкільним лікарем. У 1930 році нострифікував свій лікарський диплом у Варшавському університеті. В цьому ж році Дмитро Стасів оселяється в місті Миколаїв Львівської області. Розпочинає там свою лікарську практику, вступає в Українське лікарське товариство (1930), засновує товариство «Відродження», стає головою осередку «Просвіти». У 1939 році заснував і допоміг обладнати першу миколаївську лікарню.
У 1945 Дмитро Стасів був заарештований за політичною статтею (54 стаття КК УССР), і засуджений на п'ять років позбавлення волі. Покарання він відбував у пересильній тюрмі у Львові, колонії для літніх людей та інвалідів у с. Ляцьке Золочівського району (тепер — с. Галицьке Золочівського району
на Львівщині), а також у Кемеровській області Росії. Після звільнення, лікар Стасів повертається до Львова, а невдовзі добровільно їде в Сибір, де в місті  Анжеро-Судженську з 1948 року на засланні перебувала його сім'я — дружина і троє дітей. В Україну повернувся у 1960 році, оселився в Миколаєві, працював лікарем у с. Підбуж. У 1962 був реабілітований. Помер 15 грудня 1971 року у с. Підбуж, похований у с. Гуменець.
Дмитро Стасів є автором книжки спогадів «Ніч серед Полудня», в якій, під псевдонімом «Гуменецький», розповідає про пережиті арешт і заслання. Також він написав дві статті, які були вміщені у «Лікарському віснику» — «Роля українця-лікаря на провінції» та «Лікарська опіка на українськім селі».
Іменем Дмитра Стасіва названа одна з вулиць в Миколаєві.